# Радов, Алексей Георгиевич
Алексей Георгиевич Радов — российский писатель и общественный деятель.
Сын писателя Георгия «Егора» Радова и певицы Анны «Умки» Герасимовой. Дедушка — публицист Георгий Радов, бабушка — поэтесса Римма Казакова. Окончил факультет социологии РГГУ (2003).
Преподавал теорию социологии на том же факультете, обучаясь параллельно в аспирантуре. Автор более 20 работ по теории социологии и методологии социальных наук, а также множества статей в печатных и электронных СМИ. Редактор и издатель ряда научных сборников. В начале двухтысячных издал два номера журнала философии, науки и идеологии действия «Внутренний диалог». В 2004—2005 годах работал корреспондентом новостей телеканала Ren-TV. В 2005—2008 гг. принимал участие в общественно-политических движениях («Либертарный прорыв», «Белый фронт», «Молодая гвардия Единой России»). В дальнейшем целиком сосредоточился на литературной деятельности.
Автор сборника рассказов «Мёртвый ноябрь», романов «Год», «Вершители судеб», «Smoking kills», «Делинквент», «Интрига была свободной», «Не себе», поэмы «Онёгин». Режиссёр документального фильма «Подъём» (2006). Финалист премии «Независимой газеты» «Нонконформизм-2016».